# Skomand
Skomand (lub Skumand, ur. 1225?, zm. 1285) – wódz i kriwe (kapłan) Jaćwingów w czasie powstania plemion pruskich w 1260.
W 1273 roku Skomand z wielką armią Sudawów i Litwinów najechał ziemię chełmińską, dzieląc swoje siły na dwie części – jedna ruszyła na Toruń, druga na zamek Kulmsee. „Zabijając, chwytając i paląc wszystko, co napotkali na swojej drodze”. Przez dziewięć dni Skomand pustoszył ziemię chełmińską. Sudawowie zbliżyli się do zamku Kulmsee, lecz nie zdołali go zdobyć. Wtedy Sudawowie i ich sojusznicy wzięli szturmem mniejsze zamki Hemsot i Cippel, gdzie wymordowali wszystkich mieszkańców i wzięli ich do niewoli.
W 1277 roku Skomand przeprowadził niszczycielski najazd na posiadłości Zakonu Krzyżackiego. Z  4‑tysięcznym wojskiem Sudawów, wspartego siłami litewskimi, zrujnował ziemię chełmińską. Szlak wyprawy wiódł przez gród rycerski w Płowężu nad rzeką  Osą, zamki w Radzyniu i Lipienku, gród w Wielądzu, gródek rycerski w Turznicach, gród rycerski w Plemiętach, miasta Grudziądz, Kwidzyn, Zantyr i Dzierzgoń. W 1280 roku krzyżowcy pod wodzą Mangolda von Sternberga najechali na sudawską ziemię Krasima, spalili siedzibę Skomanda, zabijając i biorąc do niewoli 150 osób. W odwecie Skomand najazdem dotarł do Sambii, gdzie pojmał znamienitego krzyżackiego rycerza Ludwiga von Liebenzella. Wkrótce zostali sprzymierzeńcami, a Skomand uwolnił rycerza, który powrócił do zakonnych posiadłości.
Wkrótce, nie mając już możliwości skutecznego oporu przeciw krzyżowcom, Skomand z rodziną, przyjaciółmi i służbą przeniósł się z Sudawii do Wielkiego Księstwa Litewskiego najprawdopodobniej do Grodna. Niektórzy badacze twierdzą, że za panowania Trojdena był drugą najważniejszą osobą w WKL. Jednak w 1282 roku Trojden zostaje zabity i Skomand, niezadowolony ze swej pozycji bądź zagrożony po jego śmierci, w następnym roku wraca do Jaćwieży ze 1500 współplemieńcami.
Krzyżacy początkowo więżą go na zamku w Bałdze, ale w 1284 roku przyjmuje chrzest i poddaje się  władztwu Zakonu.
Jako lojalny sługa jeszcze w tym samym roku bierze udział w wyprawie na Grodno. Widać Krzyżacy doceniali jego zdolności militarne, skoro powierzyli mu funkcje przewodnika i dowódcy oddziału o liczebności 1800 osób. Była to jego ostatnia wyprawa wojenna. W uznaniu zasług sześćdziesięcioletni Skomand i jego trzej synowie Rukals, Gedejt i Galm otrzymali 18 kwietnia 1285 roku w nadanie pole Steinio z prawem sądu i dziedziczenia, które obecnie lokalizuje się w okolicach wsi Stega, Skarbiec i Kandyty. Jednocześnie przesiedlono go tam wraz z rodem i dobytkiem.
Skomand miał brata Rukałę, który – według Piotra Szczurowskiego – osiedlił się w Mazowszu i dał początek kilku polskim rodom szlacheckim herbu Prus, m.in. Szamowskim, Głowackim czy Słubickim.
Przez brytyjskiego historyka, Stephena C. Rowella Skomand jest identyfikowany jako potencjalny przodek litewskiej dynastii Giedyminowiczów, Skalmantas.